# アシーシュ・ヴィディヤルティ
アシーシュ・ヴィディヤルティ（Ashish Vidyarthi、1965年6月19日 - ）は、インドの俳優。これまでにヒンディー語映画、テルグ語映画、タミル語映画、カンナダ語映画、マラヤーラム語映画、マラーティー語映画、ベンガル語映画、オリヤー語映画、英語映画など11言語の映画に300本以上出演している。1995年に出演した『Drohkaal』で国家映画賞 助演男優賞を受賞した。このほかにフィルムフェア賞、フィルムフェア賞 南インド映画部門など多くの映画賞を受賞している。

## 生い立ち
1965年6月19日にデリーで生まれた。父はカンヌール出身のマラヤーリ、母はラージャスターン州出身のベンガル人だった。また、母レーバ・ヴィディヤルティ（旧姓：チャトパディヤイ）はカタックダンスの指導者であり、父ゴーヴィンド・ヴィディヤルティはサンギート・ナータク・アカデミーの専門家としてで舞台芸術資料の保存活動を行っている。アシーシュ・ヴィディヤルティは1990年まで国立演劇学校で演技を学んだ後、N・K・シャルマが主催する劇団「アクト・ワン」に入団して演劇活動を始めた。

## キャリア
1993年にヴァッラブバーイー・パテールの生涯を描いた伝記映画『Sardar』に出演し、V・P・メーナン役を演じた。1994年に『1942・愛の物語』でアニル・カプールと共演し、1995年に出演した『Drohkaal』では国家映画賞 助演男優賞を受賞した。また、1996年に出演した『Is Raat Ki Subah Nahin』ではスター・スクリーン・アワード 悪役賞を受賞している。

## 私生活
2001年にピルー・ヴィディヤルティ（ラージョーシー）と結婚し、彼女との間に息子アールトをもうけた。2022年に離婚が成立し、2023年にルパリ・バールアと再婚している。

## フィルモグラフィー

### 映画
- Sardar（1993年）
- Drohkaal（1994年）
- 1942・愛の物語（1994年）
- Oh Darling! Yeh Hai India!（1995年）
- Baazi（1995年）
- Naajayaz（1995年）
- Jeet（1996年）
- Is Raat Ki Subah Nahin（1996年）
- Kaal Sandhya（1997年）
- Vishwavidhaata（1997年）
- Bhai（1997年）
- Mrityudata（1997年）
- Daud（1997年）
- Koi Kisise Kum Nahin（1997年）
- Ziddi（1997年）
- Major Saab（1998年）
- Soldier（1998年）
- Yamraaj（1998年）
- Pape Naa Pranam（1998年）
- A. K. 47（1999年）
- Haseena Maan Jaayegi（1999年）
- Arjun Pandit（1999年）
- Benaam（1999年）
- Trishakti（1999年）
- Jaanwar（1999年）
- Vaastav: The Reality（1999年）
- Badal（2000年）
- Kaho Naa... Pyaar Hai（2000年）
- Bichhoo（2000年）
- Gaja Gamini（2000年）
- Joru Ka Ghulam（2000年）
- Refugee（2000年）
- Shesh Thikana（2000年）
- Nightfall（2000年）
- Madhuri（2000年）
- Vande Matharam（2001年）
- Kotigobba（2001年）
- Ek Rishtaa: The Bond of Love（2001年）
- Jodi No.1（2001年）
- Kyo Kii... Main Jhuth Nahin Bolta（2001年）
- Dhill（2001年）
- Sainika（2002年）
- Ansh: The Deadly Part（2002年）
- Ab Ke Baras（2002年）
- Chor Machaaye Shor（2002年）
- Hum Kisise Kum Naheen（2002年）
- Kya Yehi Pyaar Hai（2002年）
- Shararat（2002年）
- Waah! Tera Kya Kehna（2002年）
- Zindagi Khoobsoorat Hai（2002年）
- Baba（2002年）
- Ezhumalai（2002年）
- Bagavathi（2002年）
- Thamizh（2002年）
- Sreeram（2002年）
- Law & Order（2002年）
- Nandhi（2002年）
- Ramachandra（2003年）
- Ek Aur Ek Gyarah（2003年）
- レッド・マウンテン（2003年）
- Border Hindustan Ka（2003年）
- Ek Hindustani（2003年）
- Fun2shh... Dudes in the 10th Century（2003年）
- Jaal: The Trap（2003年）
- Love at Times Square（2003年）
- Talaash: The Hunt Begins...（2003年）
- Dum（2003年）
- Bombaiyer Bombete（2003年）
- C.I.D. Moosa（2003年）
- Durgi（2004年）
- Kismat（2004年）
- Shikaar（2004年）
- Agnipankh（2004年）
- AK-47（2004年）
- Ghilli（2004年）
- No（2004年）
- Gudumba Shankar（2004年）
- Chatrapathy（2004年）
- Vijayendra Varma（2004年）
- Jananam（2004年）
- Spiritual Reality（2005年）
- Thunta（2005年）
- Aakash（2005年）
- Nammanna（2005年）
- Jurm（2005年）
- Eashwar Mime Co.（2005年）
- Athanokkade（2005年）
- Narasimhudu（2005年）
- Aaru（2005年）
- Thandege Thakka Maga（2006年）
- Suntaragaali（2006年）
- Mere Jeevan Saathi（2006年）
- E（2006年）
- Annavaram（2006年）
- Raraju（2006年）
- Agantakudu（2006年）
- Brahmastram（2006年）
- Pokiri（2006年）
- Simhabaludu（2006年）
- Madhu（2006年）
- Chess（2006年）
- Kranti（2006年）
- Nayak The Real Hero（2006年）
- Aa Dinagalu（2007年）
- The Challenge（2007年）
- Awarapan（2007年）
- Main Rony Aur Jony（2007年）
- Azhagiya Tamil Magan（2007年）
- Malaikottai（2007年）
- Chirutha（2007年）
- Athidhi（2007年）
- Tulasi（2007年）
- Lakshyam（2007年）
- Manikanda（2007年）
- Black Cat（2007年）
- Rakshakan（2007年）
- Bhasmasuran（2007年）
- Greptar（2007年）
- Kalishankar（2007年）
- Kalishankar（2007年）
- Janumada Gelathi（2008年）
- Citizen（2008年）
- Paramesha Panwala（2008年）
- Mr. Black Mr. White（2008年）
- Jimmy（2008年）
- Dhanam（2008年）
- Ellam Avan Seyal（2008年）
- Kuruvi（2008年）
- Theekuchi（2008年）
- Bheemaa（2008年）
- Konchem Kothaga（2008年）
- Kantri（2008年）
- Ontari（2008年）
- Satyameba Jayate（2008年）
- Neel Rajar Deshe（2008年）
- Bhagyada Balegara（2009年）
- Devru（2009年）
- Adada Enna Azhagu（2009年）
- Kisse Pyaar Karoon（2009年）
- Yodha（2009年）
- Solla Solla Inikkum（2009年）
- Kanthaswamy（2009年）
- Ganesh（2009年）
- I. G. – Inspector General（2009年）
- Daddy Cool（2009年）
- Red Alert: The War Within（2010年）
- Lahore（2010年）
- Black Stallion（2010年）
- Khuda Kasam（2010年）
- Porki（2010年）
- Varudu（2010年）
- Jothegara（2010年）
- Rakta Charitra（2010年）
- Uthamaputhiran（2010年）
- Vallakottai（2010年）
- Adhurs（2010年）
- Ala Modalaindi（2011年）
- Fighter（2011年）
- Chattam（2011年）
- Mappillai（2011年）
- Kandaen（2011年）
- Udhayan（2011年）
- Madatha Kaja（2011年）
- ダム999（英語版）（2011年）
- Gosainbaganer Bhoot（2011年）
- Khokababu（2012年）
- Jaaneman（2012年）
- Bachelor Party（2012年）
- Awara（2012年）
- バルフィ! 人生に唄えば（2012年）
- Challenge 2（2012年）
- Thiruthani（2012年）
- Shakti（2012年）
- Genius（2012年）
- Naayak（2013年）
- バードシャー テルグの皇帝（2013年）
- Bachchan（2013年）
- Kevvu Keka（2013年）
- Bhai（2013年）
- Chandee（2013年）
- Abdul Kalam（2013年）
- Greeku Veerudu（2013年）
- Kamina（2013年）
- “ロミオ”・ラージクマール（2013年）
- Minugurulu（2014年）
- Bachchan（2014年）
- Haider（2014年）
- Punha Gondhal Punha Mujra（2014年）
- Autonagar Surya（2014年）
- Amara（2014年）
- Teenkahon（2014年）
- Rang Rasiya（2014年）
- Aagadu（2014年）
- Meaghamann（2014年）
- Avatarachi Goshta（2014年）
- Siddhartha（2015年）
- Yennai Arindhaal（2015年）
- Anegan（2015年）
- Rahasya（2015年）
- Gopala Gopala（2015年）
- Jadoogadu（2015年）
- Kick 2（2015年）
- Sher（2015年）
- En Vazhi Thani Vazhi（2015年）
- Besh Korechi Prem Korechi（2015年）
- James Bond（2015年）
- Once Upon a Time in Bihar（2015年）
- Agnee 2（2015年）
- Black（2015年）
- アリーガルの夜明け（英語版）（2016年）
- Angaar（2016年）
- Hero 420（2016年）
- Nannaku Prematho（2016年）
- ジャナタ・ガレージ（英語版）（2016年）
- Rokto（2016年）
- Bollywood Diaries（2016年）
- Begum Jaan（2017年）
- Radha（2017年）
- Pataki（2017年）
- March 22（2017年）
- Bachche Kachche Sachche（2017年）
- Sarkari Kelasa Devara Kelasa（2017年）
- Oxygen（2017年）
- Andhhagadu（2017年）
- Nirbhoya（2018年）
- Jole Jongole（2018年）
- Inttelligent（2018年）
- Mukhyan（2018年）
- Dhumketu（2018年）
- Chalbaaz（2018年）
- Pantham（2018年）
- Captain Khan（2018年）
- iSmart Shankar（2019年）
- Uriyattu（2020年）
- Helmet（2021年）
- Kaun Pravin Tambe?（2022年）
- Goodbye（2022年）
- Writer Padmabhushan（2023年）
- Kuttey（2023年）
- Abhilasha（2023年）
- Echo（2023年）
- 諜報（英語版）（2023年）
- Tejas（2023年）
- Iraivan（2023年）

### テレビ/ウェブシリーズ
- Truck Dhina Dhin（1990年）
- Dastaan（1995年）
- 24（2016年）
- Kahanibaaz（2016年）
- Mission Over Mars（2019年）
- Criminal Justice: Behind Closed Doors（2020年）
- Sunflower（2021年）
- Tryst with Destiny（2021年）[16]
- Raktanchal（2022年）
- Rudra: The Edge of Darkness（2022年）
- Teerandaz（2022年）
- TVF Pitchers（2022年）
- Half Pants Full Pants（2022年）[17]
- ムンバイ・フィクサー（英語版）（2023年）
- Trial by Fire（2023年）[18]
- Slow Rivers（2023年）[19]

## 受賞歴
| 受賞年                            | 部門                           | 作品名                     | 結果       | 出典       |
| 国家映画賞                        | 国家映画賞                     | 国家映画賞                 | 国家映画賞 | 国家映画賞 |
| --------------------------------- | ------------------------------ | -------------------------- | ---------- | ---------- |
| 1995年                            | 助演男優賞                     | 『Drohkaal』               | 受賞       | [ 20 ]     |
| フィルムフェア賞                  |                                |                            |            |            |
| 1996年                            | 悪役賞                         | 『Drohkaal』               | ノミネート | [ 21 ]     |
| 1997年                            | 悪役賞                         | 『Is Raat Ki Subah Nahin』 | ノミネート | [ 22 ]     |
| フィルムフェア賞 南インド映画部門 |                                |                            |            |            |
| 2006年                            | テルグ語映画部門悪役賞         | 『Athanokkade』            | 受賞       | [ 23 ]     |
| 南インド国際映画賞                |                                |                            |            |            |
| 2012年                            | テルグ語映画部門助演男優賞     | 『Ala Modalaindi』         | ノミネート |            |
| 2015年                            | カンナダ語映画部門悪役賞       | 『Shivajinagara』          | ノミネート |            |
| 2018年                            | カンナダ語映画部門悪役賞       | 『Pataki』                 | 受賞       |            |
| ナンディ賞                        |                                |                            |            |            |
| 2017年                            | 性格男優賞                     | 『Minugurulu』             | 受賞       | [ 24 ]     |
| ベンガル映画ジャーナリスト協会賞  |                                |                            |            |            |
| 1997年                            | ヒンディー語映画部門主演男優賞 | 『Is Raat Ki Subah Nahin』 | 受賞       |            |
| 2017年                            | 特別表彰                       | N/A                        | 受賞       | [ 25 ]     |
| スター・スクリーン・アワード      |                                |                            |            |            |
| 1997年                            | 悪役賞                         | 『Is Raat Ki Subah Nahin』 | 受賞       |            |